# Sebastian Rudolph
Sebastian Rudolph est un acteur allemand né en 1968 à Berlin.

## Filmographie
- 1991 : Manta – Der Film
- 1992 : Geboren 1999
- 1993 : Stalingrad
- 1996 : Le Patient anglais (The English Patient)
- 1999 : Downhill City
- 2012 : Tod einer Brieftaube
- 2014 : Haute Trahison (Die Spiegel-Affäre) (TV)
- 2017 - 2020 : Dark (TV) : Michael Kahnwald